# Hästhallen

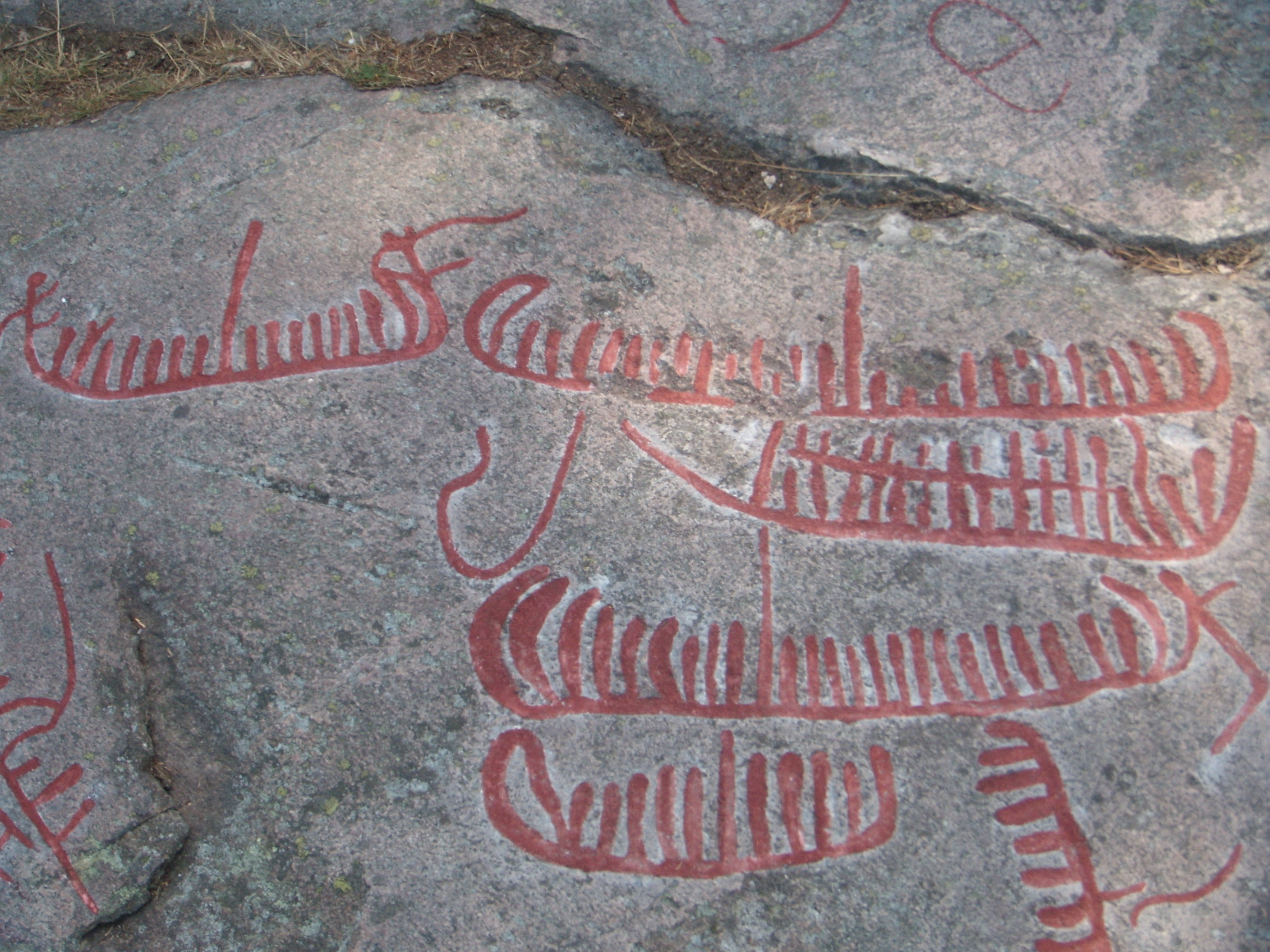
Över 80 ristningar i Hästhallen föreställer skepp.

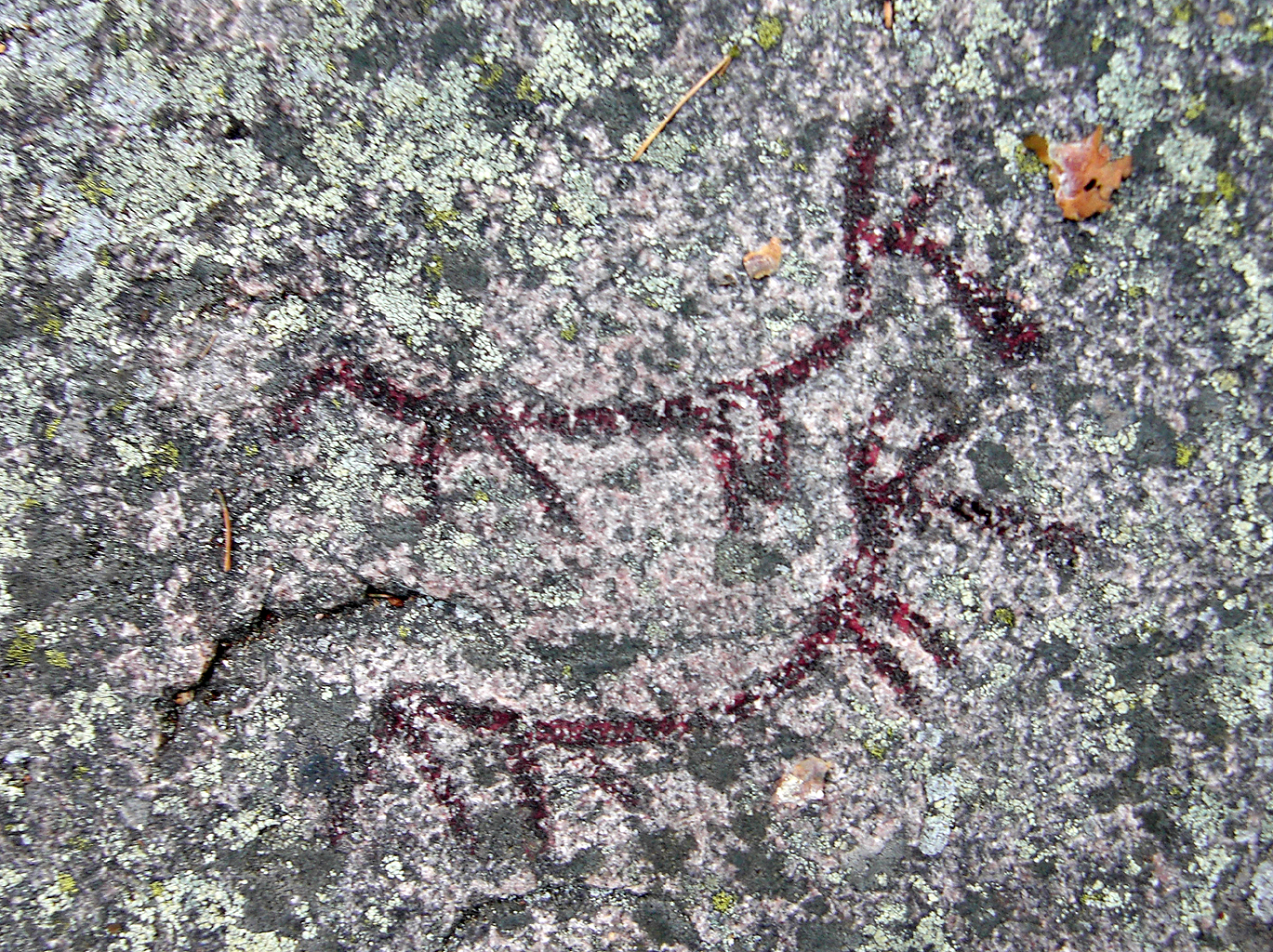
Djurmotiv på hällristningen Hästhallen

Hästhallen eller Hästahallen är ett hällristningsområde vid Möckleryd i Torhamns socken i Karlskrona kommun. Hästhallen är Blekinges största hällristning och består av 140 ristningar uppdelade i sju grupper. Motiven utgörs av människor, skepp, hästar och ryttare, hjortdjur, solhjul, fotsulor och skålgropar. Hällristningarna är daterade till bronsåldern, omkring 1000 före Kristus. 